# 南宫山镇
南宫山镇，是中华人民共和国陕西省安康市岚皋县下辖的一个乡镇级行政单位。
2015年，陕西省民政厅批复同意撤销溢河镇，将溢河、佘梁、新湾、高桥、宏大、台子、天池、展望8个村划归花里镇，合并设立南宫山镇。

## 行政区划
南宫山镇下辖以下地区：
红日村、花里村、桂花村、界梁村、双岭村、龙安村、向阳村、金寨村、西河村、溢河村、新湾村、高桥村、宏大村、佘家梁村、展望村、台子村和天池村。